# Menesia javanica
Menesia javanica är en skalbaggsart som beskrevs av Stefan von Breuning 1954. Menesia javanica ingår i släktet Menesia och familjen långhorningar. Inga underarter finns listade i Catalogue of Life.